# Dezséry László
Dezséry László (Budapest, 1914. február 18. – Budapest, 1977. november 8.) evangélikus lelkész, a déli egyházkerület püspöke, országgyűlési képviselő, az Országos Béketanács főtitkára; író, publicista, rádiós szerkesztő, író, újságíró.

## Élete
A Pécsi Tudományegyetem soproni hittudományi karán szerzett doktorátust 1936-ban 1938-ban lelkészi vizsgát tett és 1949-ig egyetemi lelkészként dolgozott. 1948-ban, Ordass Lajos püspök letartóztatása után "Nyílt levél az evangélikus egyház ügyében" címen megjelentetett írásában személyi változtatásokat követelt. 1949-ben állami segédlettel az óbudai gyülekezet lelkésze lett. Ordass püspököt 1950. április 1-jén eltávolították a Bányai Evangélikus Egyházkerület éléről, ekkor lett ő – erős állami nyomásra – az egyházkerület püspöke, és ezzel egyidejűleg a Deák Téri Evangélikus Gyülekezet lelkésze. Elnöktársa mindvégig Darvas József egyházkerületi felügyelő volt. 1950. június 27-én iktatták be hivatalába. 1951. április 4-én békemozgalmi kitüntetést kapott. 1952-ben megszüntették az addigi 4 evangélikus egyházkerületet, és 2-t hoztak létre helyette. Ő ekkor a Déli Egyházkerület püspöke lett. Miután 1956 októberében az állami majd az egyházi hatóság is rehabilitálta Ordass püspököt, Dezséry 1956. október 30-án lemondott tisztségéről, és Ordass Lajos átvehette a Déli Evangélikus Egyházkerület vezetését. Ordass püspök másodszori félreállításakor, 1958. június 24-én néhány órára újra elfoglalta a püspöki tisztséget, majd másodszor is lemondott, és Káldy Zoltán lett az egyházkerület új püspöke.  Az egyházi élettől ezt követően eltávolodott.
Első publikációja 1941-ben jelent meg. A Magyar Nemzet rendszeres cikkírója volt 1957-től haláláig. Munkatársa, majd főmunkatársa volt a Magyar Rádió belföldi politikai adások szerkesztőségének. Sorozatában, a Hétvégi jegyzetekben nagyrészt pedagógiai, közművelődési és szociálpolitikai tárgyú írások hangzottak el. 1958-1962 között országgyűlési képviselő volt. 1962-1966 között az Országos Béketanács főtitkára volt. A Béke Világtanács tagjaként részt vett a Béke Világtanács és az Interparlamentáris Unió ülésein. Évekig tagja volt a Fővárosi Tanács Végrehajtó Bizottságának.

## Művei
- „Lélek s szabad nép…” (evangélikus költők istenes énekei, összeállítás, Budapest, 1941)
- Oslói riport (Budapest, 1948)
- Hétvégi jegyzetek (Budapest, 1957)
- Olvasni jó (Budapest, 1958)
- Egy képviselő naplójából (Budapest, 1962)
- Az értelem nevében (Budapest, 1963)
- India (Budapest, 1977)